# Netelia ocellaris
Netelia (Netelia) ocellaris – gatunek błonkówki z rodziny gąsienicznikowatych i podrodziny Tryphoninae.

## Taksonomia
Gatunek ten opisany został w 1888 roku przez Carla Gustafa Thomsona jako Paniscus ocellaris.

## Opis
Głowa żółta z czarnym rejonem między przyoczkami. Czułki, potylica i odnóża rudożółte. Nieco ciemniejsze tylne odnóża, śródtarczka i metasoma. Przednie skrzydło długości 10,9–13,4 mm. Samiec o hypopygium krótkim, silnie wypukłym i ściętym na brzegu wierzchołkowym. Wierzchołkowa część grzbietowej krawędzi paramer nieobrzeżona. Brace skośne, prawie proste i o bokach prawie równoległych; jego długość wynosi około ⅔ odległości od jego nasady do wierzchołka paramer. Poduszeczka (ang. pad) o nasadzie krótkiej, grzbietowej krawędzi wklęśniętej, a płacie grzbietowym wydłużonym, dłuższym od wierzchołkowego, ale niesięgającym poziomu digitusa.

## Rozprzestrzenienie
W Europie wykazany został z Austrii, Belgii, Bułgarii, Finlandii, Francji, Grecji, Hiszpanii, Holandii, Irlandii, byłej Jugosławii, Korsyki, Litwy, Luksemburgu, Łotwy, Niemiec, Norwegii, Portugalii, Polski, Rumunii, Rosji, Szwecji, Szwajcarii, Ukrainy, Węgier, Wielkiej Brytanii i Włoch. Ponadto znany z Egiptu, Algierii, Afganistanu, Pakistanu, Indii, Sri Lanki, Chin, Korei, Tajwanu i Japonii.